# Diecezja Carpi
Diecezja Carpi, łac. Dioecesis Carpensis – diecezja Kościoła rzymskokatolickiego w północnych Włoszech, w metropolii Modena-Nonantola, w regionie kościelnym Emilia-Romania. Ustanowiona w 1779. Od 2020 roku pozostaje w unii in persona episcopi z archidiecezją Mode-Nonantola.

## Główne świątynie
- Katedra: Bazylika katedralna Matki Bożej Wniebowziętej w Carpi

## Biskupi diecezjalni
- Francesco Benincasa SJ (1779–1793)
- Carlo Belloni (1794–1800)
- Giacomo Boschi (1807–1815)
- Filippo Cattani (1822–1826)
- Adeodato Caleffi OSB (1826–1830)
- Clemente Maria Bassetti (1831–1839)
- Pietro Raffaelli (1839–1849)
- Gaetano Maria Cattani (1850–1863)
- Gherardo Araldi (1871–1891)
- Andrea Righetti (1891–1924)
- Giovanni Pranzini (1924–1935)
- Carlo de Ferrari CSS (1935–1941)
- Vigilio Dalla Zuanna OFMCap. (1941–1952)
- Artemio Prati (1952–1983)
- Alessandro Maggiolini (1983–1989)
- Bassano Staffieri (1989–1999)
- Elio Tinti (2000–2011)
- Francesco Cavina (2011–2019)
- Erio Castellucci (od 2020)